# Aenictus rabori
Aenictus rabori är en myrart som beskrevs av Chapman 1963. Aenictus rabori ingår i släktet Aenictus och familjen myror. Inga underarter finns listade i Catalogue of Life.